# Obereopsis obsoleta
Obereopsis obsoleta är en skalbaggsart som beskrevs av Louis Alexandre Auguste Chevrolat 1858. Obereopsis obsoleta ingår i släktet Obereopsis och familjen långhorningar.
Artens utbredningsområde är:
- Angola.
- Benin.
- Gabon.
- Ghana.
- Liberia.
- Nigeria.
- Sierra Leone.
- Togo.

Inga underarter finns listade i Catalogue of Life.